# Mark Rivituso

Wappen von Mark Rivituso als Erzbischof von Mobile

Wappen von Mark Rivituso als Weihbischof

Mark Steven Rivituso (* 20. September 1961 in Saint Louis) ist ein US-amerikanischer römisch-katholischer Geistlicher und ernannter Erzbischof von Mobile.

## Leben
Mark Rivituso empfing am 16. Januar 1988 durch Erzbischof John Lawrence May das Sakrament der Priesterweihe für das Erzbistum Saint Louis.
Am 7. März 2017 ernannte ihn Papst Franziskus zum Titularbischof von Turuzi und zum Weihbischof im Erzbistum Saint Louis. Der Erzbischof von Saint Louis, Robert James Carlson, spendete ihm am 2. Mai desselben Jahres die Bischofsweihe. Mitkonsekratoren waren Robert Joseph Hermann, emeritierter Weihbischof in Saint Louis, und Edward Matthew Rice, Bischof von Springfield-Cape Girardeau.
Papst Leo XIV. ernannte ihn am 1. Juli 2025 zum Erzbischof von Mobile.